# Nai Thiên Sơn
Nai Thiên Sơn (Danh pháp khoa học: Cervus canadensis songaricus) là một phân loài của loài nai sừng xám (Cervus canadensis) được tìm thấy trong những dãy núi Thiên Sơn ở miền đông Kyrgyzstan, đông nam Kazakhstan, và Bắc Trung Tân Cương, Trung Quốc. Nó là loài lớn nhất của nai sừng xám châu Á, cả về kích thước cơ thể và gạc. Hiện có khoảng 50.000 cá thể còn lại trong tự nhiên, và chúng đang suy giảm với tốc độ nhanh. Có 4000 hoặc 5000, cá thể trong trang trại hươu ở Trung Quốc.